# Adenanthos barbiger
Adenanthos barbiger (лат.) — кустарник, вид рода Аденантос (Adenanthos) семейства Протейные (Proteaceae), эндемик юго-запада Западной Австралии. Кустарник до 1 м в высоту с ярко-красными цветками, которые появляются в основном в период с августа по декабрь. Впервые вид был официально описан в 1839 году английским ботаником Джоном Линдли в «Очерке растительности колонии реки Суон».

## Ботаническое описание
Adenanthos barbiger — небольшой вертикальный или раскидистый кустарник до 1 м в высоту, часто со многими стеблями, возникающими из подземного лигнотубера. Молодые ветки покрыты волосками, но с возрастом они теряются. Листья длинные и тонкие (длиной до 8 см, шириной всего около 7 мм), овальной формы, без черешка. Цветки, которые появляются в период с августа по декабрь, состоят из ярко-красного трубчатого околоцветника длиной около 25 мм, покрытого шелковисто-белыми волосками, и столбика длиной около 40 мм.

## Таксономия
Этот вид был впервые опубликован под названием Adenanthos barbigera английским ботаником Джоном Линдли в его «Очерке растительности колонии реки Суон» 1839 года. Видовой эпитет - от латинского barba («борода»), относящегося к белым волоскам на околоцветнике.
Линдли не указал типовой образец, но его гербарий содержит лист, обозначенный как тип для этого вида. Этот лист содержит два экземпляра. Один был собран Джеймсом Драммондом, но дата и место сбора неизвестны. Другой подписан «Vasse River... Mrs. Capt. Molloy, 1839». Скорее всего, они были собраны в Басселтоне в 1837 году австралийским поселенцем капитаном Джоном Моллоем, а не его женой Джорджианой, которая не посещала Басселтон до 1839 года. Джорджиана Моллой отправила их Джеймсу Мэнглсу в Лондон в 1838 году; они прибыли в начале 1839 года и были немедленно отправлены к Линдли.
В 1870 году Джордж Бентам опубликовал первую внутриродовую аранжировку Adenanthos в пятом томе своего исторического трактата Flora Australiensis. Бентам разделил род на две части, поместив A. barbigera в Adenanthos секция Eurylaema, определяемая как содержащие те виды с трубками околоцветника, которые изогнуты и вздуты выше середины. 
В 1921 году датский ботаник Карл Хансен Остенфелль опубликовал Adenanthos intermedia (ныне A. intermedius), основанный на образцах, найденных в Яллингапе, с формой листьев, промежуточной между таковыми у A. barbiger и A. obovata. Это было отвергнуто в 1978 году Эрнестом Чарльзом Нельсоном, который утверждал, что форма листьев не является подходящим основанием для создания нового вида в данном контексте и что с точки зрения систематически важных характеристик A. intermediateus неотличим от A. barbiger. Поэтому он синонимизировал A. intermedius с A. barbiger, но отметил возможность того, что A. intermedius имеет гибридное происхождение. 
Вид A. barbigera остался в Adenanthos секция Eurylaema в редакции рода Эрнеста Чарльза Нельсона 1978 года и снова в его трактовке этого рода в 1995 года для серии «Флора Австралии». К этому времени ICBN вынес постановление, согласно которому все роды, оканчивающиеся на -anthos, должны рассматриваться как имеющие мужской пол. По крайней мере, одна публикация впоследствии назвала его Adenanthos barbigerus, но в работе Нельсона 1995 года он назвал его Adenanthos barbiger, и теперь это общепринятое название.
Положение A. barbiger было определено Нельсоном следующим образом:
Adenanthos
A. sect. Eurylaema
A. detmoldii
A. barbiger
A. obovatus
A. × pamela
A. sect. Adenanthos (29 видов, 8 подвидов)

## Распространение и местообитание
A. barbiger — эндемик Западной Австралии. Встречается между западным побережьем Западной Австралии и хребтом Дарлинг, от Тудьяй на севере и на юге до Манджимупа. Это обычное растение на севере и юге своего ареала, но довольно редко в центральных частях. В основном произрастает в ярровых лесах, но иногда встречается и в более открытых местообитаниях. Растёт на различных почвах. Очень чувствителен к фитофторозу, вызываемому Phytophthora cinnamomi.

## Культивирование
Известно, что этот вид был введён в садоводство в Великобритании в 1845 году, но в настоящее время он мало культивируется. Это хорошее растение для птиц, вид хорошо переносит морозы. Размножение черенкованием. Новые побеги можно удалять с уровня лигнотубера, и они хорошо укореняются во влажной атмосфере. Виду требуется хорошо дренированная почва на полном или частичном солнце.